# Jim & Jesse
Jim & Jesse waren ein aus zwei Brüdern bestehendes Bluegrass-Duo aus Virginia.

## Geschichte
Die Brüdern Jim McReynolds (* 13. Februar 1927, † 31. Dezember 2002) und Jesse McReynolds (* 9. Juli 1929, † 23. Juni 2023) wuchsen in der Gemeinde Carfax in der Nähe von Coeburn in Virginia auf. Die ersten Auftritte bei lokalen Radiosendern erfolgten noch unter den Namen The McReynolds Brothers. Als Virginia Trio folgten die erste Plattenaufnahmen bei Kentucky Records.
1952 wurden Jim & Jesse von Capitol Records unter Vertrag genommen. Jesse spielte Mandoline mit einer selbstentwickelten Crosspicking- und Split-String-Methode, während Jim mit hoher Stimme sang und Gitarre spielte. Die Brüder wurden von der Band The Virginia Boys, bestehend aus drei wechselnden Musikern mit Banjo, Geige und Bass begleitet.
1958 wechselten die Brüder zu Starday, 1960 folgte der Wechsel zu Columbia Records. Nach einer Zeit bei Epic Records gründeten die Brüder 1973 mit Old Dominion ihr eigenes Plattenlabel.
Im März 1964 wurde das Duo in die Grand Ole Opry aufgenommen und sie zogen nach Gallatin in Tennessee. 1993 wurden Jim & Jesse in die International Bluegrass Music Hall of Fame aufgenommen und bekamen 1997 den National Heritage Fellowship.
2002 wurden bei beiden Brüdern verschiedene Krebsarten diagnostiziert. Jesse konnte die Krankheit besiegen. Jim, bei dem sich noch ein Hirntumor gebildet hatte, starb 2002 im Alter von 75 Jahren und beendete damit nach 55 Jahren das am längsten aktive professionelle Bruder-Duett in der Geschichte der Country-Musik. Nach dem Tod seines Bruders trat Jesse noch solo auf, bis er 2023 im Alter von 93 Jahren starb.

## Diskografie

### Singles
| Jahr | Titel Album                                  | Höchstplatzierung, Gesamtwochen, AuszeichnungChartsChartplatzierungen (Jahr, Titel, Album, Platzierungen, Wochen, Auszeichnungen, Anmerkungen) | Anmerkungen        |
| Jahr | Titel Album                                  | Country | Anmerkungen        |
| ---- | -------------------------------------------- | --- | ------------------ |
| 1964 | Cotton Mill Man                              | Country43 (2 Wo.)Country |                    |
| 1964 | Better Times a-Coming Y'all Come             | Country39 (6 Wo.)Country |                    |
| 1967 | Diesel on My Tail                            | Country18 (16 Wo.)Country |                    |
| 1967 | The Ballad of Thunder Road Diesel on My Tail | Country44 (4 Wo.)Country |                    |
| 1968 | Greenwich Village Folk Song Salesman         | Country49 (6 Wo.)Country |                    |
| 1968 | Yonder Comes a Freight Train We like Trains  | Country56 (6 Wo.)Country |                    |
| 1970 | The Golden Rocket We Like Trains             | Country38 (8 Wo.)Country |                    |
| 1971 | Freight Train We Like Trains                 | Country41 (9 Wo.)Country |                    |
| 1982 | North Wind Jim & Jesse & Charlie             | Country56 (9 Wo.)Country | mit Charlie Louvin |
| 1986 | Oh Louisiana                                 | Country78 (3 Wo.)Country |                    |

### Alben
| Jahr | Titel Label            | Höchstplatzierung, Gesamtwochen, AuszeichnungChartsChartplatzierungen (Jahr, Titel, Label, Platzierungen, Wochen, Auszeichnungen, Anmerkungen) | Anmerkungen |
| Jahr | Titel Label            | Country | Anmerkungen |
| ---- | ---------------------- | --- | ----------- |
| 1967 | Diesel on My Tail Epic | Country13 (7 Wo.)Country |             |

### Weitere Alben
- 1963: Just A Little Talk With Jesus
- 1966: Sacred Songs We Love
- 1968: Twenty Great Songs by Jim & Jesse The McReynolds Bros.
- 1968: The All-Time Great Country Instrumentals
- 1969: We Like Trains
- 1969: Saluting The Louvin Brothers
- 1970: Wildwood Flower
- 1971: Freight Train
- 1975: Paradise
- 1980: Jim & Jesse Today!